# Retinoberotha stuermeri
Retinoberotha stuermeri (лат.) — ископаемый вид сетчатокрылых насекомых из рода Retinoberotha из семейства Rhachiberothidae. Обнаружены в верхнемеловых (сеноман)  янтарях Европы (Франция).
Вместе с другими ископаемыми видами сетчатокрылых насекомых, такими как Gallosemidalis eocenica, Spinoberotha mickaelacrai, Alloberotha petrulevicii, Alboconis cretacica, Oisea celinea, Eorhachiberotha burmitica, Phthanoconis burmitica, Glaesoconis baliopteryx, Paraberotha acra, Chimerhachiberotha acrasarii являются одними из древнейших представителей Neuroptera, что было показано в 2007 году американскими палеоэнтомологами Майклом Энджелом (Engel M.) и Дэвидом Гримальди (Grimaldi D. A.).